# 美國顏色戰爭計畫
美國顏色戰爭計划（英語：United States color-coded war plans），是指美國陸軍和美國海軍在1919年至1941年間制訂、以顏色為代號的眾多戰爭計划。

## 背景和制訂機構
顏色戰爭計畫的制訂可以追溯至1900年代初。起初，美國陸軍和美國海軍都沒有專責部門負責制訂戰爭計畫。美西戰爭後，美國推行軍事架構改革。陸軍在1903年設置美國陸軍參謀長一職，並在參謀長之下附設「陸軍作戰計劃處」（Army War Plans Division）。海軍則在1900年設立由11名軍官組成的「海軍事務委員會」（General Board），聯同「海軍戰爭計劃處」（War Plans Division of the Navy Department）制訂戰爭計畫。此外，美國陸軍戰爭學院和美國海軍戰爭學院，都有教官和年輕軍官參與研判戰爭計畫。
另外，美國總統西奧多·羅斯福會同美國陸軍部及美國海軍部，亦決定成立「美國陸海軍聯席會議」（Joint Army and Navy Board），以解決兩軍協調作戰的諸多問題。這是參謀長聯席會議的前身。聯席會議由陸軍參謀長和海軍事務委員會各自派出4名軍官組成，直接隸屬於總統和文人政府的諮詢機構，但只允許在總統、美國陸軍部和美國海軍部詢問時提供意見。換言之，聯席會議需要準備戰爭方案，隨時向總統和政府報告，卻沒有制訂戰爭計畫的功能，只能審核陸海軍計畫處和戰爭學院提供的戰爭計畫。由於聯席會議和陸海軍都採用顏色代表國家，這些戰爭計畫也被稱作顏色戰爭計畫。
值得注意的是，顏色戰爭計畫並不反映當時美國文人政府的外交和軍事政策，甚至時常與之相悖。在1903年至1913年間，聯席會議召開了約125次不定期會面，卻基本上無法有效運作。由於軍種矛盾，聯席會議在守備菲律賓蘇碧灣一事爭持不下，未能達致協調效果。聯席會議更時常未經深入討論，便向總統及政府軍部提供激進意見，引致文人政府強烈反感。1906年三藩市大地震後，美國西岸爆發針對亞裔移民的族群衝突，美國和日本兩國的輿論更開始渲染戰爭恐慌。正當老羅斯福嘗試修補美日外交關係，聯席會議卻向總統呈上海軍戰爭學院編訂的「橘色戰爭計畫」，建議大幅強化美國西海岸的軍事防線，令老羅斯福對此頗有微詞。戰爭恐慌最終以1908年美國「大白艦隊」訪日而告終。1913年，美日兩國再次因移民問題爆發戰爭恐慌。聯席會議再次違反政府外交目標，向伍德羅·威爾遜總統提供橘色戰爭的動員計畫，以應付日軍「進攻」。威爾遜憤而禁止聯席會議制訂任何戰爭計畫，並直接將其架空。在1915年10月至1918年6月之間，聯席會議只召開了8次會議，在第一次世界大戰中幾乎毫無作為。
1919年，陸軍和海軍同意重組聯席會議，改由美國陸軍參謀長、陸軍行動及作戰計劃處長（兩人）、美國海軍作戰部長及副部長、以及負責海軍戰爭計畫的高級軍官，共六人組成。聯席會議同時設立了一個跨軍種的戰爭計劃委員會（Joint Planning Committee），由兩軍作戰計劃處各派出三人組成。此後，顏色戰爭計畫的最終制訂權收歸聯席會議，避免陸海軍的戰爭計畫處及戰爭學院各自為政，甚至為爭奪話語權而提出不切實際的方案。

## 制訂過程和簡史
狹義而言，各個顏色戰爭計畫是指陸海軍聯席會議表決通過的正式戰爭預案，其全稱一般是《陸軍和海軍聯合（顏色）戰爭計畫》。但由於制訂機構和人數眾多，各個顏色計畫實際上是由成百上千的計劃書、備忘錄組合而成。以橘色計畫為例，陸軍作戰計劃處、海軍事務委員會、陸軍戰爭學院和海軍戰爭學院，都在不同時期制訂了自己的「橘色計畫」。這些計劃書和備忘錄通常以「戰況評估」（Estimate of the situation）的方式寫成，大約可分成四部分：第一部分是「任務陳述」（Statement of mission），第二部分是「分析敵軍部隊及其目標」（Assessment of enemy forces and intentions），第三部分是「分析友軍部隊」（Assessment of own forces），第四部分則是「評估可行的戰爭方案」（Evaluation of possible courses of action）。此外，美國陸軍和海軍非常鼓勵軍官自由發揮，更時常邀請有潛質的中下級軍官參與制訂。這些軍官亦各自提出自己的「戰況評估」，令到各個「橘色計畫」之間時常互相矛盾。由於各個顏色計畫大多是獨立考慮，鮮有互相交集（針對英國的紅色和日本的橘色計畫例外），內容矛盾也更為明顯。
另外，美國在戰間期奉行孤立主義，並且嚴厲裁軍。這使到絕大部分顏色戰爭計畫只是軍隊參謀之間的沙盤推演，完全脫離政治現實。不過，這些沙盤推演卻有重要的訓練用途，使得新一代的美國軍官能夠應付迅速轉變的國際形勢。1930年代，納粹德國在歐洲崛起，日本又佔領滿洲並退出國際聯盟，美國外交方針逐漸傾向干預主義及重新武裝，因此橘色計畫開始獲得軍方及華府當局特別重視，而原本針對英國的紅色戰爭計畫也被替換成德國，為美軍考慮兩洋作戰提供一定參考。
美軍在戰間期基本上不考慮與盟友協同作戰（支援中國的黃色戰爭計畫例外），也沒有探討到多邊戰爭。不過，1938年慕尼黑協定簽訂之後，美軍開始認真審視多邊戰爭的可能性。1939年7月（二戰爆發前兩個月），聯席會議通過第一份彩虹戰爭計畫（彩虹1號，Rainbow 1），將原本與德國、意大利及日本相關的顏色計畫及討論一概合併。隨著歐戰爆發，美軍加緊修訂彩虹計畫。彩虹2號和3號首次將英國、法國和荷蘭列為潛在盟友（其時華府已開始向英國提供各種「中立國」幫助）。但由於德國在西歐勢如破竹，彩虹2號從未獲得政府批准，彩虹3號更在草擬階段就遭到擱置。彩虹4號大致假設英國和法國都被擊敗，而美國必須單獨對抗軸心國。彩虹5號在1940年底開始成形，並主張「歐洲優先」戰略。美國、英國、加拿大和荷蘭在1941年初曾多次秘密商討聯合戰略。1941年11月19日，聯席會議通過彩虹5號計畫。不足一個月後，日本海軍偷襲珍珠港，彩虹5號計畫成為美國在太平洋戰爭爆發後的即時應變方案，其效果至今仍然存有爭議。

## 各個顏色代號
以下為1939年彩虹計畫中，聯席會議所使用的顏色代號：
| 國家、地區或勢力 | 顏色           | 相關計畫及備注 |
| ---------------- | -------------- | --- |
| 美國             | 藍色 BLUE      | |
| 德國             | 黑色 BLACK     | 黑色戰爭計畫 |
| 日本             | 橘色 ORANGE    | 橘色戰爭計畫、紅-橘色戰爭計畫 |
| 英國             | 紅色 RED       | 紅色戰爭計畫、紅-橘色戰爭計畫 |
| 加拿大           | 緋紅色 CRIMSON | 紅色戰爭計畫 |
| 澳大利亞         | 猩紅色 SCARLET | |
| 新西蘭           | 暗洋紅 GARNET  | |
| 英屬印度         | 紅寶石色 RUBY  | |
| 法國             | 金色 GOLD      | |
| 意大利           | 銀色 SILVER    | |
| 西班牙           | 橄欖色 OLIVE   | |
| 墨西哥           | 綠色 GREEN     | 綠色戰爭計畫。聯席會議曾採用雪青色（VIOLET）代表中美州及加勒比群島，亦有制訂雪青色戰爭計畫。                                                       |
| 荷屬東印度       | 啡色 BROWN     | 菲律賓亦曾使用啡色代號，啡色戰爭計畫亦多指菲律賓計畫。                                                                                             |
| 蘇聯             | 紫色 PURPLE    | |
| 葡萄牙           | 檸檬黃 LEMON   | |
| 巴西             | 香櫞黃 CITRON  | |
| 中華民國         | 黃色 YELLOW    | 黃色戰爭計畫：預期中華民國會再次上演類似庚子拳亂的事件，屆時將部屬美國陸軍與各國軍隊進入上海租界與北京使館街以鎮壓暴動，並且在必要時施放化學武器。 |
| 冰島             | 靛色 INDIGO    | 靛色戰爭計畫 |
| 愛爾蘭           | 寶石綠 EMERALD | |
| 亞速爾群島       | 灰色 GRAY      | 灰色戰爭計畫 |
| 古巴             | 古銅色 TAN     | 古銅色戰爭計畫 |
| 美國本土         | 白色 WHITE     | 白色戰爭計畫，針對本土動亂。 |

## 註腳
1. 1 2 3  Miller（1991年），第9-18页
2. 1 2 3  Ross（1992年），第ix-xi页，v. 1
3. ↑  Miller（1991年），第21-22页
4. ↑  Miller（1991年），第22页
5. ↑  Cannon（2012年），第1页
6. ↑  Miller（1991年），第83-84页
7. 1 2  Ross（1992年），第ix-xvi, xxi页，v. 1
8. ↑  Ross（1992年），第xii页，v. 1
9. ↑  Ross（1997年），第3-18页
10. ↑  . Top Secret Correspondence Relating to Mobilization Plans, compiled 1922 - 1942. War Department.   [2011-11-29]. （原始内容存档于2014-07-14）.